# Harm Nanne Brouwer
Harm Nanne Brouwer (Den Haag, 30 mei 1951) was tot 31 oktober 2019 voorzitter van de Commissie van Toezicht op de Inlichtingen- en Veiligheidsdiensten (CTIVD). Tot 11 juni 2011 was hij voorzitter van het College van procureurs-generaal van Nederland. Daarmee was hij de hoogste functionaris binnen het Openbaar Ministerie.

## Biografie
Harm Brouwer studeerde Nederlands recht aan de Universiteit Leiden. Omdat hij interesse had voor de diplomatieke dienst, begon hij een postdoctorale studie Internationale betrekkingen aan de Johns Hopkins-universiteit te Bologna in Italië. De consequenties voor zijn gezinsleven - hij was pas getrouwd - deden hem afzien van het tweede jaar van de studie, dat in Washington D.C. plaats zou vinden en van de Buitenlandse Dienst als carrièrepad.
Na meer dan tien jaar als bedrijfsjurist bij Philips Eindhoven (1977-1988) (als hoofd arbeidsvoorwaarden o.a. verantwoordelijk voor cao-onderhandelingen) trad Brouwer toe tot de rechterlijke macht. Hij kreeg in 1988 namelijk een functie als rechter bij de rechtbank Roermond, die hij bekleedde tot 1992. In 1992 werd hij raadsheer bij het gerechtshof Den Haag.
Vier jaar later, in 1996, aanvaardde hij het aanbod van de toenmalige procureur-generaal Arthur Docters van Leeuwen om over te stappen naar het Openbaar Ministerie. Ondanks zijn gebrek aan ervaring met de specifieke werkwijze van een openbaar aanklager, kreeg hij als hoofdofficier van justitie de leiding over het parket Leeuwarden. Volgens Brouwer zei Docters van Leeuwen tegen hem: "ga het maar leren in Friesland, daar gebeurt niets." Dat laatste bleek niet te kloppen. De moord op Meindert Tjoelker bracht een ongekende publieke belangstelling.
In 1998 werd hij gevraagd voor de functie van president van de Rechtbank Utrecht maar dat wees hij af, omdat er in korte tijd al twee bestuurders van het korps Fryslân, de korpschef en de korpsbeheerder, waren vertrokken en hij het nodig vond als 'constante factor' op die post te blijven.
In 1999 aanvaardde hij alsnog een benoeming tot president van de rechtbank van Utrecht. Over deze overstap zei hij in het blad van het Openbaar Ministerie, Opportuun:
Het is altijd mijn bedoeling geweest om terug te gaan naar de zittende magistratuur, dat heb ik nooit onder stoelen of banken gestoken. Het rechterswerk is een van de mooiste beroepen die je kunt uitoefenen. Ik ben naar het OM overgestapt in de periode dat de reorganisatie in gang werd gezet om er veel van te leren, en in de hoop dat een dergelijke beweging ook na een aantal jaren bij de zittende magistratuur op gang zou komen.2
Toch kwam hij weer terug bij het OM. In 2004 werd hij een van de vier Procureurs-generaal van het OM en vanaf juni 2005 volgde hij Mr. J.L. de Wijkerslooth op als voorzitter van het College van procureurs-generaal.
In juni 2011 nam Brouwer afscheid van dit college, om vicepresident bij een rechtbank te worden. Als zodanig houdt hij zich als voorzieningenrechter bezig met kort gedingen (civiel recht).

## Schiedamse parkmoord en zaak Tonino
In september 2005 kwam Brouwer veel in het nieuws om uitleg te geven over de justitiële dwaling inzake de Schiedamse parkmoord, en in het bijzonder de rol die het openbaar ministerie daarbij had gespeeld.
In augustus 2006 kwam Brouwer in het nieuws vanwege onjuiste uitlatingen over de zaak Tonino in het televisieprogramma Spraakmakende Zaken van de Ikon.
In oktober 2007 kwam Brouwer opnieuw in het nieuws wegens, uit het rapport van de commissie Posthumus II gebleken, fouten in de rechtsgang rondom Lucia de Berk en het advies van deze commissie onderhavige rechtszaak te herzien.

## Nevenfuncties
Harm Brouwer was bestuurslid van de Stichting Het Utrechts Landschap.